# 益城熊本空港インターチェンジ
益城熊本空港インターチェンジ（ましきくまもとくうこうインターチェンジ）は、熊本県上益城郡益城町の九州自動車道のインターチェンジ（開発インターチェンジ）である。
熊本空港や熊本県庁・水前寺・熊本市街・JR熊本駅・熊本新港（※長崎・島原行きフェリー乗り場）方面へ向かう場合に便利であるほか、俵山トンネル経由で高森町方面へ向かうことも可能。開発インターチェンジとして整備され1999年3月24日開通。高速バスなどでは、単に「益城インター」と案内され、地元でも「益城インター」と言えば通じることが多い。

## 道路
- E3 九州自動車道（15-1番）

## 接続する道路
- 熊本県道36号熊本益城大津線

## 料金所
- ブース数：8

### 入口
- ブース数：3
  - ETC専用：1
  - ETC/一般:1
  - 一般：1

### 出口
- ブース数：5
  - ETC専用：1
  - 一般：4（うち自動収受機2）

## 周辺
- 熊本産業展示場（グランメッセ熊本）
- 熊本空港（阿蘇くまもと空港）
- 熊本市東部（健軍・桜木・長嶺等）
- 熊本県庁
- 水前寺成趣園

## 停車するバス路線
インターチェンジ内外に高速バス専用のバス停はないが、当インターに面した県道36号の上り線（空港方面）インター入口手前および下り線（熊本市内方面）インター出口先にそれぞれ100メートルほど離れた場所に「益城インター口」停留所が設けられている。九州産交バスのグランメッセ・空港方面へ向かう一般路線バスや空港リムジンバス、阿蘇・高森方面を経由して大分・延岡方面へ向かう快速バスや特急バス、九州道経由の県外各地へ向かう高速バスなど多くの路線が停車しており、空港方面と他県あるいは他県と他県とを繋ぐアクセスポイントとして乗り換えの利便性が図られている。
一般路線バスと高森行き快速バス以外はいずれも熊本市内方面との相互利用は不可。
ちなみに、宮崎・鹿児島方面には九州道内に「益城バスストップ」が当インター開通前から存在し、以前はこちらに対しては単に「益城」と呼称されていたが、当バス停開設後は混同防止のためこちらは「高速益城」と案内されている。
なお、乗り継ぎ客以外にも周辺地域住民などへのバス利用促進に向けた取り組みとして、バス停から徒歩3分ほどの敷地にパークアンドライドも整備されている。
停車する路線は以下の通り。
一般路線バス（本数少）
- K4－2系統：阿蘇くまもと空港行（グランメッセ・テクノリサーチパーク・くまもとエミナース経由）　※上り線
- K4－2系統：熊本駅行（佐土原・自衛隊前・県庁前・水道町・桜町BT経由）　※下り線
- 無番：熊本駅・西部車庫行（白山通り経由の直行便で水道町・桜町BTは非経由）　※下り線

リムジンバス・快速バス
- AP系統：熊本 - 阿蘇くまもと空港線（リムジン）
- TM系統：熊本 - 空港・高森線「快速たかもり号」

※ 以下、（）内は運行会社
特急バス
- 熊本 - 阿蘇駅・竹田・大分線「やまびこ号」（九州産交バス・大分バス）
- 熊本 - 高森・高千穂・延岡線「たかちほ・あそ号」（九州産交バス・宮崎交通）
- 九州横断バス：熊本 - 阿蘇山・黒川温泉・由布院・別府線（九州産交バス）
- 熊本 - 阿蘇ファームランド・草千里・阿蘇山上ターミナル線（九州産交バス）

高速バス
- 熊本 - 福岡「ひのくに号」（九州産交バス・西日本鉄道）※スーパーノンストップ便のみ
- 熊本 - 長崎「りんどう号」（九州産交バス・長崎県交通局）
- 熊本 - 宮崎「なんぷう号」（九州産交バス・宮崎交通）
- 熊本 - 鹿児島「きりしま号」（九州産交バス・鹿児島交通・南国交通）
- 熊本 - 大阪・京都「あそ☆くま号」（九州産交バス・近鉄バス）※夜行格安便

## 隣

### E3九州自動車道
(15)熊本IC - (PA)託麻PA - (15-1)益城熊本空港IC - (15-2)嘉島JCT - (16)御船IC

### 高速バス
福岡方面（一部便除く）
東町中央（一般道） -  益城インター口BS - 武蔵ヶ丘BS
人吉方面（一部便除く）
東町中央（一般道） -  益城インター口BS - 益城BS